# オークローンパーク競馬場
オークローンパーク競馬場（オークローンパークけいばじょう、英：Oaklawn Park）は、アメリカ合衆国アーカンソー州ホットスプリングスにある競馬場。サラブレッド競馬の平地競走のみを開催している。賞金に対する意識が非常に高い競馬場として知られており、賞金水準は全米で最高クラスである。三冠馬アメリカンファラオが3歳時、ケンタッキーダービー前に走ったことから同馬の銅像が建てられた。

## 歴史と概要
アーカンソー州におけるサラブレッド平地競馬の中心的存在にある競馬場で、伝統の3歳戦アーカンソーダービーや、G1競走のアップルブロッサムハンデキャップといった競走が開催されている。
開設されたのは1905年2月24日で、開場初日には3000人の観客が来場している。しかし1907年、アーカンソー州の条例によりオークローンパーク競馬場は閉鎖され、競馬は休止を余儀なくされた。この休止期間中に初代の所有者が死亡したため、ルイス・セラに購入されている。
その後ホットスプリングスの事業者連盟による働きかけにより、1916年になって競馬場は再開された。ルイス・セラは1918年に死亡し、運営と所有権は兄弟のチャールズ・セラに引き継がれた。1940年10月29日にチャールズが死去すると、経営は息子のジョン・G・セラに引き継がれている。2009年現在は、1968年に引き継いだジョンの息子・チャールズ・J・セラがその所有権を相続している。
開場まもなくの頃はこれといった大きな競走もなく、1日の開催につき6競走と現在の施行競走数に比べて少なかった。1934年に競馬場全体の改修を行い、ホットスプリングスの名物である温泉施設などが設置された。これと同時に目玉となる大きな競走も用意され、年間の開催日数も30日前後となり、また開催競走数も現在のような数になった。翌年1935年には競走の賞金額も増額されて、アメリカ国内有数の競馬場へと成長した。
第二次世界大戦の影響で1945年に一旦閉鎖されたが、終結後に再開され、秋冬のシーズンは通常通りに施行された。戦後から1950年代にかけてオークローンパークは大きな収益をあげ、1961年には年間の開催日数を43日へと増やした。翌年には、アメリカ国内でも5本の指に入る大競馬場として認知されるに至っていた。1975年には5階建ての新スタンドが建てられた。観客席数も増大し、以後の収益増加に大きく働いている。
同競馬場の最盛期は1983年で、56日の開催において平均3,013,230ドルの収益を上げていた。しかし、近隣の州（特にルイジアナ州）の競馬場との競合、そして日曜日の開催がなかったことなどが原因して、1985年頃から収益が徐々に下り坂に転じ始めた。そのため、1990年頃よりは日曜日の開催を増やすなどの対策を講じている。
同競馬場最大のイベントであるアーカンソーダービーの創設は1936年で、当初は総賞金5000ドル、1943年には増額されて10000ドル競走になった。1960年代、同競馬場のマネージャーであったJ・スウィーニー・グラントはこれを大競走に仕立て上げようと賞金額を上乗せし、1965年には当時のケンタッキーダービーに迫る50000ドル競走にまで成長した。グラントの没後もその路線は引き継がれ、1972年には総賞金100000ドルの大台に達している。現在も同競馬場の目玉競走としてその重要性は長らく保持され、一時期格付けがG2に落とされたこともあったが、総賞金100万ドル超が用意された一大競走としてなおも存在している。
1974年以降、アーカンソーダービー開催週にはレーシングフェスティバルオブザサウス（The Racing Festival of the South）というレーシングイベントが開催され、その週の各日にステークス競走が施行されている。

## コース
ダートコースのみの競馬場で、トラックは1周1マイル（8ハロン・約1610メートル）。

## 主な競走
G1
- アップルブロッサムハンデキャップ
- アーカンソーダービー

G2
- オークローンハンデキャップ
- ファンタジーステークス
- レベルステークス

G3
- アゼリブリーダーズカップハンデキャップ
- エセックスハンデキャップ
- カウントフリートスプリントハンデキャップ
- サウスウエストステークス
- フィフスシーズンステークス
- レイザーバックブリーダーズカップハンデキャップ